# Équipe d'Italie masculine de cyclisme sur route
L'équipe d'Italie de cyclisme (en italien : Nazionale di ciclismo su strada dell'Italia) est la sélection de cyclistes italiens, réunis lors de compétitions internationales (les championnats d'Europe, du monde et les Jeux olympiques notamment) sous l'égide de la Fédération cycliste italienne.

## Palmarès

### Jeux olympiques

#### Course en ligne
L'épreuve de course en ligne est introduite aux Jeux olympiques en 1896 puis de nouveau depuis 1912.
| Médaille d'or | Médaille d'argent                                                           | Médaille de bronze |
| --- | --------------------------------------------------------------------------- | ------------------ |
| - 1932 : Attilio Pavesi - 1956 : Ercole Baldini - 1964 : Mario Zanin - 1968 : Pierfranco Vianelli - 1992 : Fabio Casartelli - 2004 : Paolo Bettini | - 1932 : Guglielmo Segato - 1960 : Livio Trapè - 1976 : Giuseppe Martinelli |                    |

#### Contre-la-montre individuel
L'épreuve de contre-la-montre individuel masculin est organisée aux Jeux olympiques depuis 1996.
| Médaille d'or | Médaille d'argent      | Médaille de bronze |
| ------------- | ---------------------- | ------------------ |
|               | - 2024 : Filippo Ganna |                    |

#### Course par équipes
L'épreuve de course en ligne par équipes est organisée aux Jeux olympiques de 1912 à 1956.
| Médaille d'or                                          | Médaille d'argent                                      | Médaille de bronze |
| ------------------------------------------------------ | ------------------------------------------------------ | ------------------ |
| - 1932 : Giuseppe Olmo Attilio Pavesi Guglielmo Segato | - 1952 : Dino Bruni Gianni Ghidini Vincenzo Zucconelli |                    |

#### Contre-la-montre par équipes
L'épreuve de contre-la-montre par équipes est organisée aux Jeux olympiques de 1960 à 1992.
| Médaille d'or | Médaille d'argent | Médaille de bronze                                                               |
| --- | --- | -------------------------------------------------------------------------------- |
| - 1960 : Livio Trapè Antonio Bailetti Ottavio Cogliati Giacomo Fornoni - 1984 : Marcello Bartalini Marco Giovannetti Eros Poli Claudio Vandelli | - 1964 : Ferruccio Manza Severino Andreoli Luciano Dalla Bona Pietro Guerra - 1992 : Andrea Peron Flavio Anastasia Luca Colombo Gianfranco Contri | - 1968 : Pierfranco Vianelli Giovanni Bramucci Vittorio Marcelli Mauro Simonetti |

### Championnats du monde de cyclisme sur route

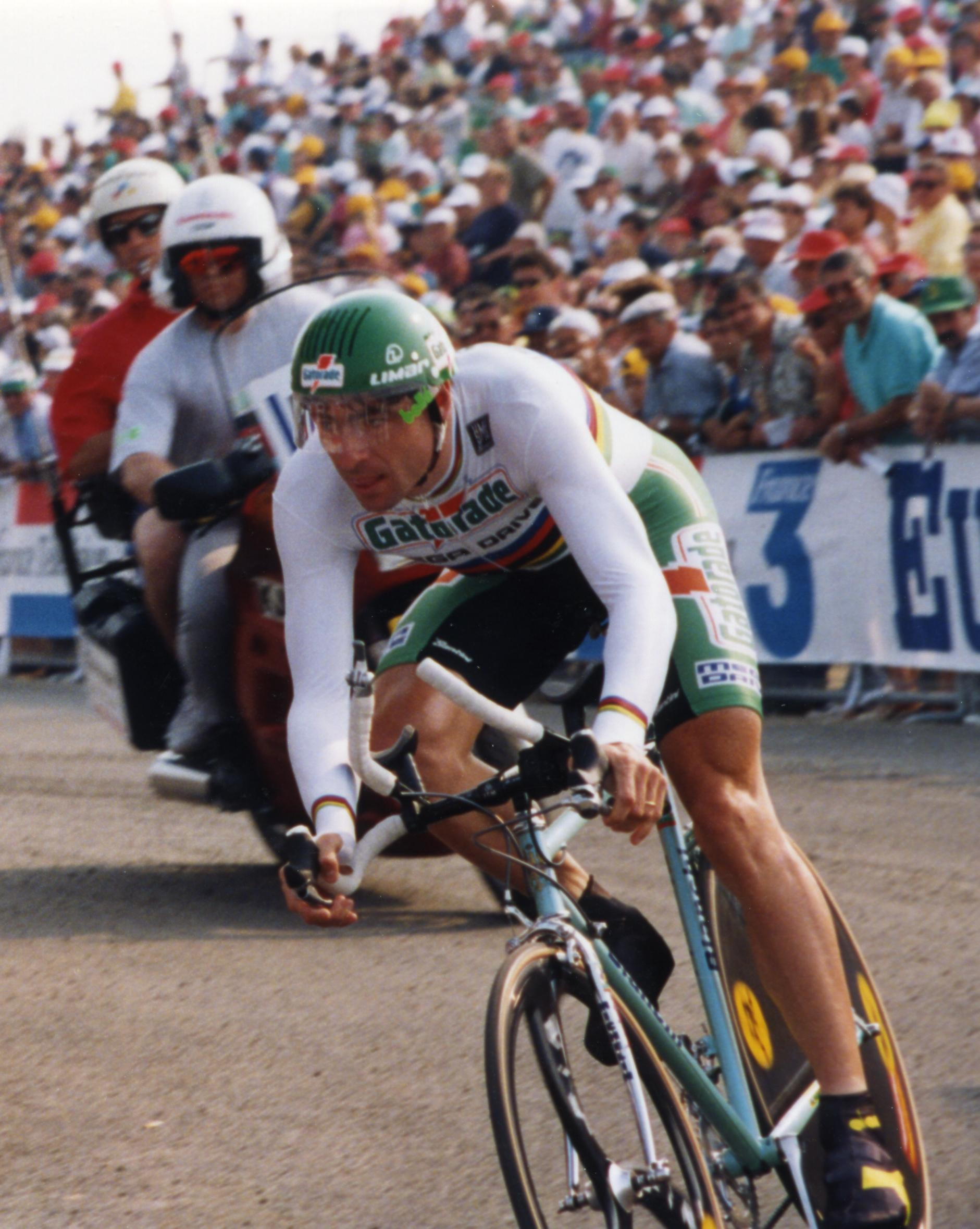
Gianni Bugno, vêtu du maillot arc-en-ciel de champion du monde, durant le prologue du Tour de France 1993

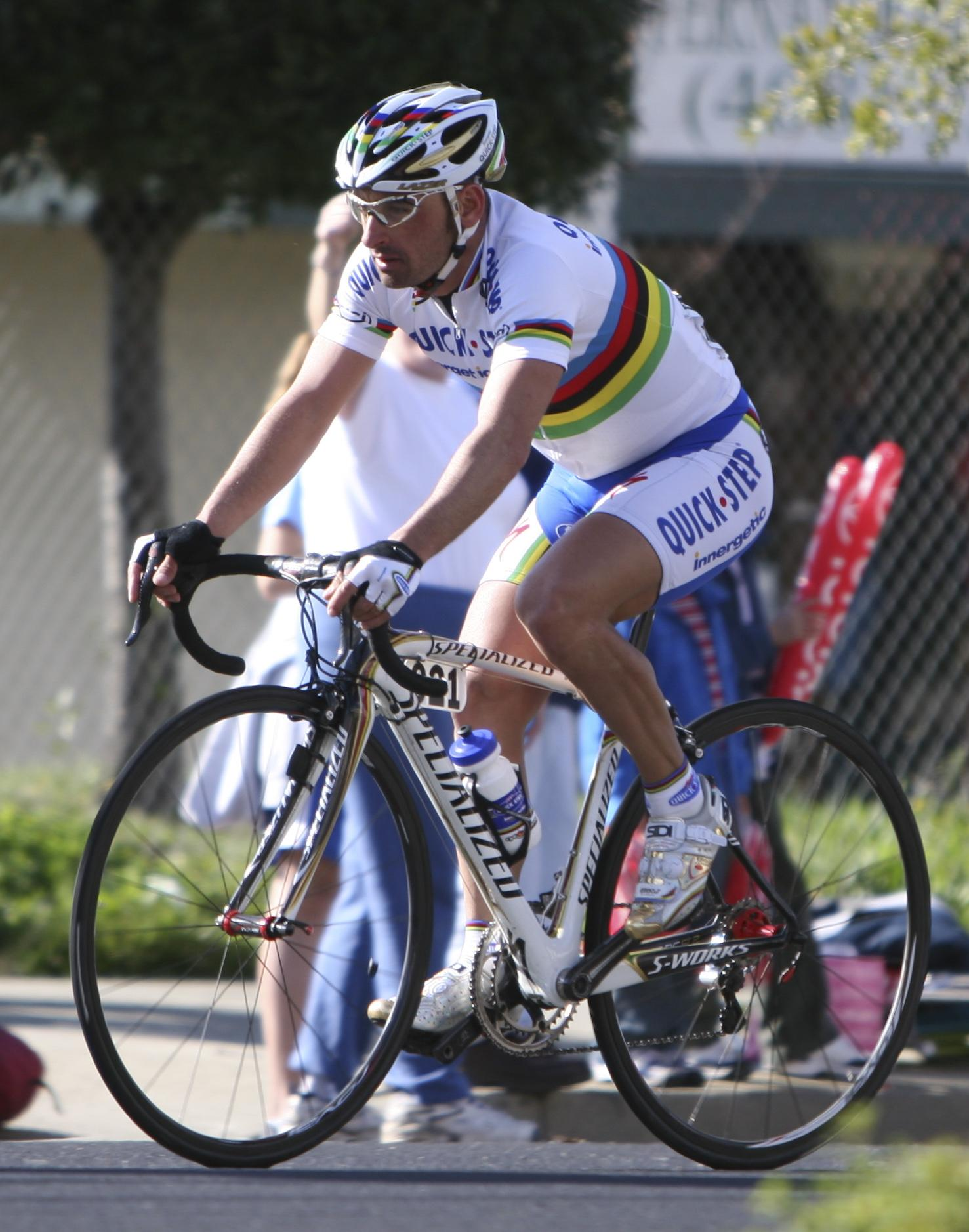
Paolo Bettini, vêtu du maillot arc-en-ciel de champion du monde, sur le Tour de Californie 2008

#### Course en ligne
Le championnat du monde de course en ligne est organisé depuis 1927, avec pour seule interruption, de 1939 à 1945, la Seconde Guerre mondiale.
| Médaille d'or | Médaille d'argent | Médaille de bronze |
| --- | --- | --- |
| - 1927 : Alfredo Binda - 1930 : Alfredo Binda - 1932 : Alfredo Binda - 1953 : Fausto Coppi - 1958 : Ercole Baldini - 1968 : Vittorio Adorni - 1972 : Marino Basso - 1973 : Felice Gimondi - 1977 : Francesco Moser - 1982 : Giuseppe Saronni - 1986 : Moreno Argentin - 1988 : Maurizio Fondriest - 1991 : Gianni Bugno - 1992 : Gianni Bugno - 2002 : Mario Cipollini - 2006 : Paolo Bettini - 2007 : Paolo Bettini - 2008 : Alessandro Ballan | - 1927 : Costante Girardengo - 1930 : Learco Guerra - 1932 : Remo Bertoni - 1934 : Learco Guerra - 1936 : Aldo Bini - 1951 : Fiorenzo Magni - 1959 : Michele Gismondi - 1961 : Nino Defilippis - 1964 : Vittorio Adorni - 1971 : Felice Gimondi - 1972 : Franco Bitossi - 1976 : Francesco Moser - 1978 : Francesco Moser - 1980 : Gianbattista Baronchelli - 1981 : Giuseppe Saronni - 1984 : Claudio Corti - 1987 : Moreno Argentin - 1994 : Claudio Chiappucci - 2001 : Paolo Bettini - 2008 : Damiano Cunego - 2019 : Matteo Trentin | - 1927 : Domenico Piemontesi - 1929 : Alfredo Binda - 1949 : Fausto Coppi - 1951 : Antonio Bevilacqua - 1968 : Michele Dancelli - 1969 : Michele Dancelli - 1970 : Felice Gimondi - 1976 : Constantino Conti - 1977 : Franco Bitossi - 1985 : Moreno Argentin - 1986 : Giuseppe Saronni - 1990 : Gianni Bugno - 1995 : Marco Pantani - 1996 : Michele Bartoli - 1998 : Michele Bartoli - 2004 : Luca Paolini |

#### Contre-la-montre individuel

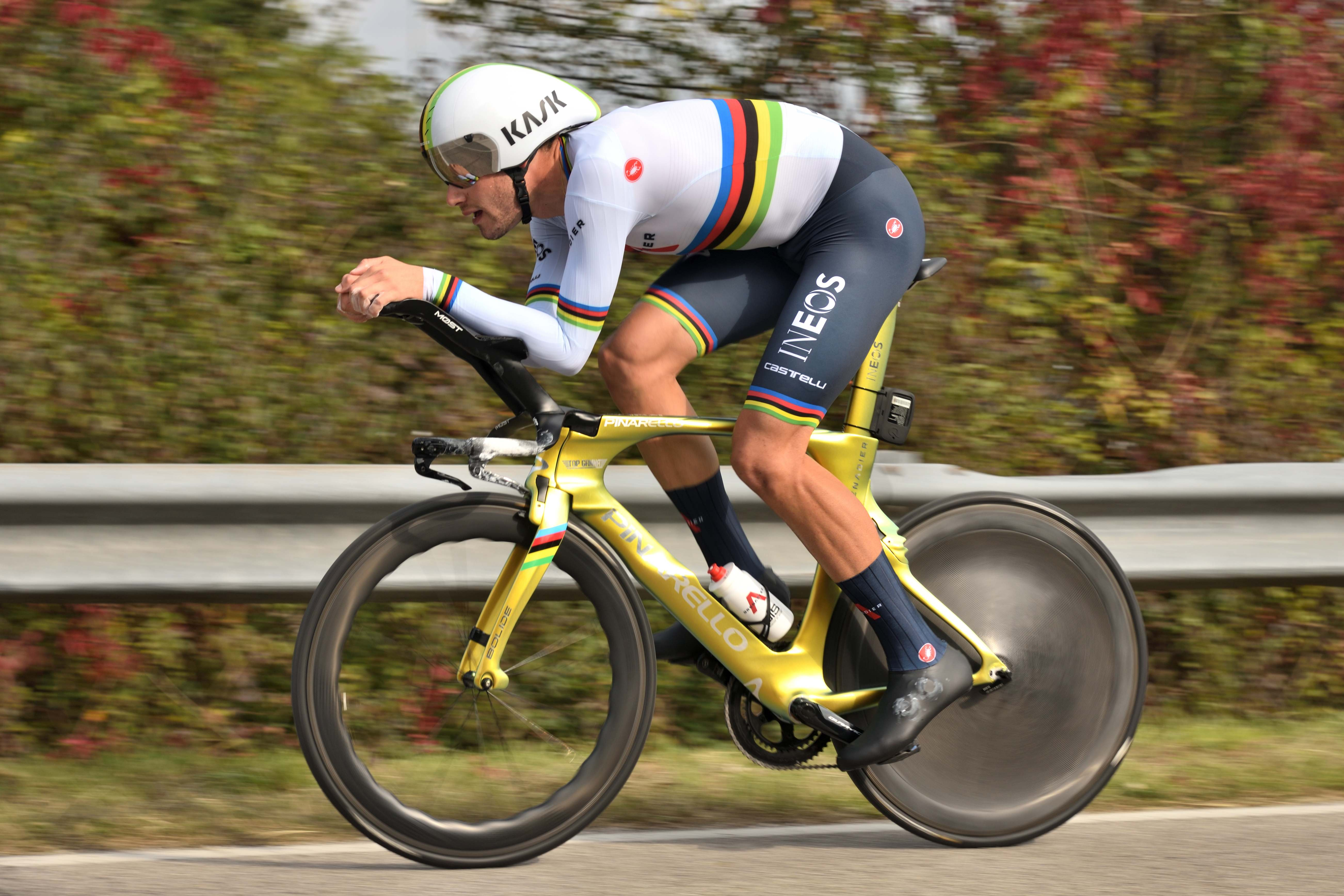
Filippo Ganna, avec son maillot de champion du monde, sur le Tour d'Italie 2020.

En 1931, le championnat du monde sur route est organisé sous forme de contre-la-montre. En 1994, l'épreuve de contre-la-montre individuel est introduite dans le programme des championnats du monde.
| Médaille d'or                                                        | Médaille d'argent                                                       | Médaille de bronze     |
| -------------------------------------------------------------------- | ----------------------------------------------------------------------- | ---------------------- |
| - 1931 : Learco Guerra - 2020 : Filippo Ganna - 2021 : Filippo Ganna | - 1994 : Andrea Chiurato - 2015 : Adriano Malori - 2023 : Filippo Ganna | - 2019 : Filippo Ganna |

#### Contre-la-montre par équipes nationales
Le championnat du monde de contre-la-montre par équipes nationales est organisé à partir de 1962. À partir de 1972, il n'est plus organisé les années olympiques. Sa dernière édition par équipes nationales a lieu en 1994, année de la création du championnat du monde du contre-la-montre individuel.
| Médaille d'or | Médaille d'argent | Médaille de bronze |
| --- | --- | --- |
| - 1962 : Mario Maino Antonio Tagliani Dino Zandegù Danilo Grassi - 1964 : Severino Andreoli Luciano Dalla Bona Pietro Guerra Ferruccio Manza - 1965 : Mino Denti Luciano Dalla Bona Pietro Guerra Giuseppe Soldi - 1987 : Mario Scirea Massimo Podenzana Eros Poli Flavio Vanzella - 1991 : Flavio Anastasia Luca Colombo Gianfranco Contri Andrea Peron - 1993 : Rossano Brasi Rosario Fina Gianfranco Contri Cristian Salvato - 1994 : Dario Andriotto Luca Colombo Gianfranco Contri Cristian Salvato | - 1963 : Mario Maino Pasquale Fabbri Dino Zandegù Danilo Grassi - 1977 : Mirko Bernardi Mauro De Pellegrin Vito Da Ros Dino Porrini - 1986 : Mario Scirea Roberto Fortunato Eros Poli Flavio Vanzella | - 1966 : Mino Denti Luciano Dalla Bona Pietro Guerra Attilio Benfatto - 1967 : Lorenzo Bosisio Benito Pigato Vittorio Marcelli Flavio Martini - 1968 : Giovanni Bramucci Benito Pigato Vittorio Marcelli Flavio Martini - 1985 : Marcello Bartalini Massimo Podenzana Eros Poli Claudio Vandelli |

#### Contre-la-montre par équipes de relais mixte
Le championnat du monde de contre-la-montre par équipes de relais mixte est organisé à partir de 2019. Le temps des trois coureurs est additionné au temps des trois coureuses de l'équipe féminine.
| Médaille d'or | Médaille d'argent | Médaille de bronze |
| ------------- | --- | ------------------ |
|               | - 2022 : ♀ Elena Cecchini ♀ Vittoria Guazzini ♀ Elisa Longo Borghini ♂ Edoardo Affini ♂ Filippo Ganna ♂ Matteo Sobrero |                    |

### Championnats d'Europe de cyclisme sur route

#### Course en ligne

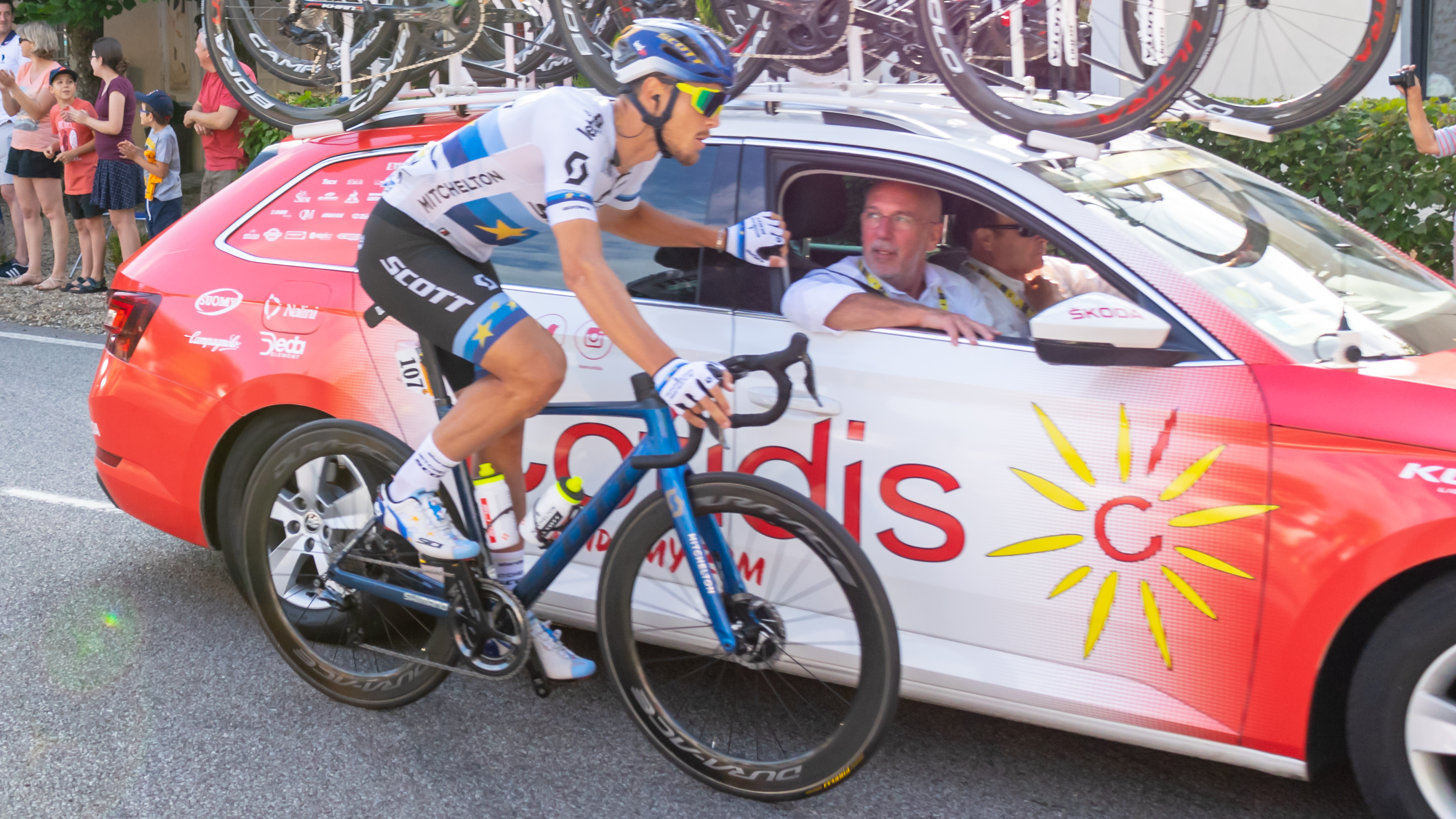
Matteo Trentin, porteur du maillot de champion d'Europe sur le Tour de France 2019.

Le championnat d'Europe de course en ligne masculin est organisé depuis 2016.
| Médaille d'or                                                                                   | Médaille d'argent     | Médaille de bronze |
| ----------------------------------------------------------------------------------------------- | --------------------- | ------------------ |
| - 2018 : Matteo Trentin - 2019 : Elia Viviani - 2020 : Giacomo Nizzolo - 2021 : Sonny Colbrelli | - 2017 : Elia Viviani |                    |

#### Contre-la-montre individuel
Le championnat d'Europe de contre-la-montre individuel masculin est organisé depuis 2016.
| Médaille d'or | Médaille d'argent      | Médaille de bronze                                                   |
| ------------- | ---------------------- | -------------------------------------------------------------------- |
|               | - 2021 : Filippo Ganna | - 2016 : Moreno Moser - 2019 : Edoardo Affini - 2022 : Filippo Ganna |

#### Contre-la-montre par équipes de relais mixte
Le championnat d'Europe de contre-la-montre par équipes de relais mixte est organisé à partir de 2019. Le temps des trois coureurs est additionné au temps des trois coureuses de l'équipe féminine.
| Médaille d'or | Médaille d'argent                                                                                                  | Médaille de bronze |
| --- | --- | --- |
| - 2021 : ♂ Alessandro De Marchi ♂ Filippo Ganna ♂ Matteo Sobrero ♀ Marta Cavalli ♀ Elena Cecchini ♀ Elisa Longo Borghini | - 2023 : ♂ Edoardo Affini ♂ Mattia Cattaneo ♂ Matteo Sobrero ♀ Elena Cecchini ♀ Vittoria Guazzini ♀ Soraya Paladin | - 2019 : ♂ Edoardo Affini ♂ Manuele Boaro ♂ Davide Martinelli ♀ Vittoria Guazzini ♀ Elisa Longo Borghini ♀ Silvia Valsecchi |

### Autres épreuves

#### Victoires en 2015
| Date       | Course                 | Pays   | Classe | Vainqueur    |
| ---------- | ---------------------- | ------ | ------ | ------------ |
| 19/09/2015 | Mémorial Marco Pantani | Italie | 1.1    | Diego Ulissi |

#### Victoires en 2016
| Date       | Course                       | Pays      | Classe | Vainqueur       |
| ---------- | ---------------------------- | --------- | ------ | --------------- |
| 24/01/2016 | 7e étape du Tour de San Luis | Argentine | 2.1    | Jakub Mareczko  |
| 21/09/2016 | Tour de Toscane              | Italie    | 2.1    | Daniele Bennati |

## Sélectionneurs successifs

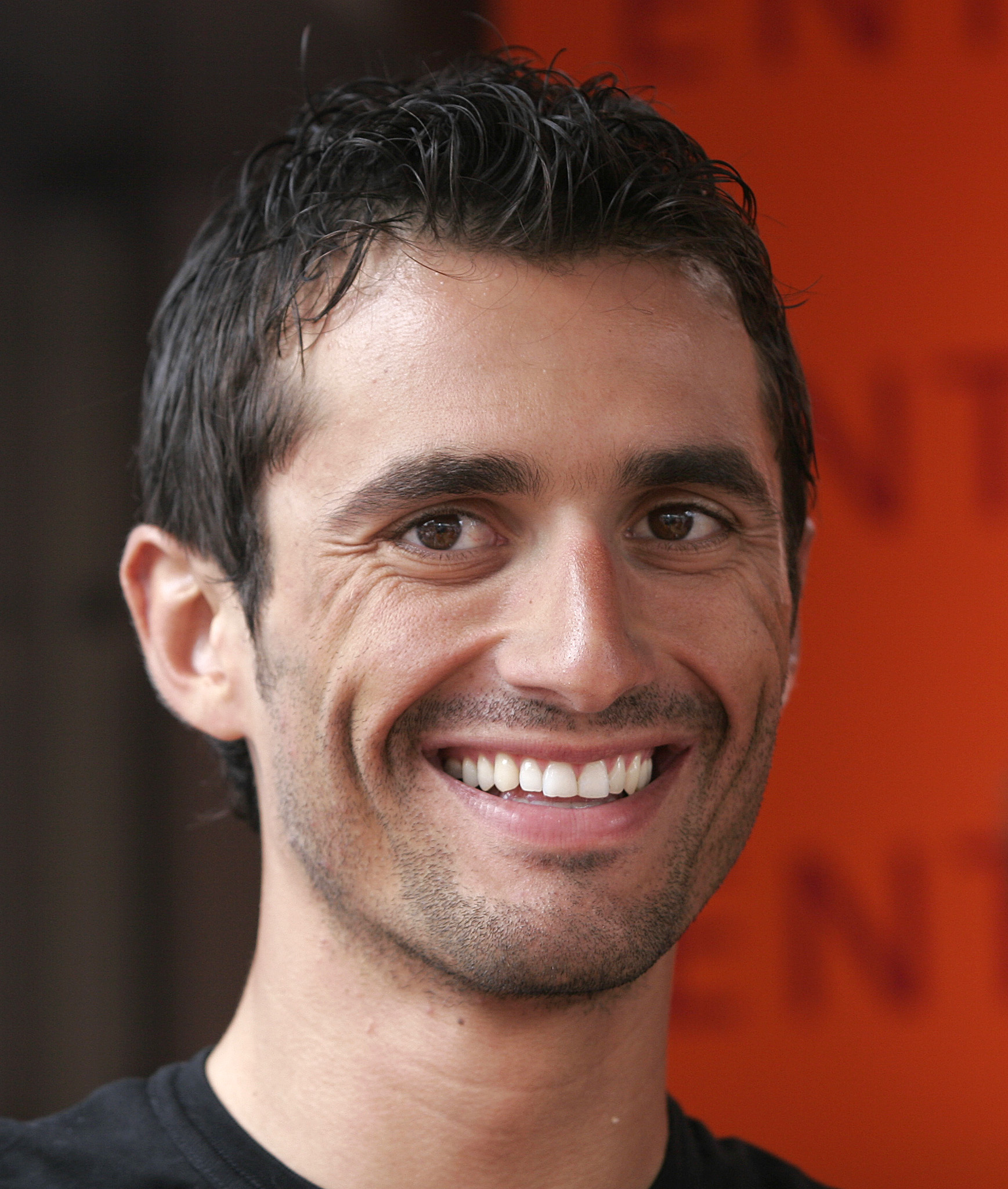
Daniele Bennati, sélectionneur depuis 2022.

- 1947 : Learco Guerra
- 1948 : Armando Lugari
- 1950 - 1961 : Alfredo Binda
- 1962 : Antonio Covolo
- 1963 - 1966 : Fiorenzo Magni
- 1967 : Carlo Carini
- 1968-1972 : Mario Ricci
- 1973-1974 : Nino Defilippis
- 1975-1997 : Alfredo Martini
- 1998-2001 : Antonio Fusi
- 2001-2010 : Franco Ballerini
- 2010-2013 : Paolo Bettini
- 2014-2021 : Davide Cassani
- 2022- : Daniele Bennati

## Liste des sélections

### Jeux olympiques
Les épreuves étaient réservées jusqu'en 1992 aux cyclistes amateurs. L'épreuve de contre-la-montre individuel est apparue en 1996.
| Édition          | Sélectionneur   | Coureurs sélectionnés en course-en-ligne                                | Coureurs sélectionnés en contre-la-montre par équipes                   |
| ---------------- | --------------- | ----------------------------------------------------------------------- | ----------------------------------------------------------------------- |
| Montréal 1976    | Alfredo Martini | Vittorio Algeri · Carmelo Barone · Roberto Ceruti · Giuseppe Martinelli | Carmelo Barone Vito Da Ros Gino Lori Dino Porrini                       |
| Moscou 1980      | Alfredo Martini | Marco Cattaneo Gianni Giacomini Alberto Minetti Giuseppe Petito         | Mauro De Pellegrini Gianni Giacomini Ivano Maffei Alberto Minetti       |
| Los Angeles 1984 | Alfredo Martini | Alberto Volpi Stefano Colagè Roberto Pagnin Renato Piccolo              | · Marcello Bartalini · Marco Giovannetti · Eros Poli · Claudio Vandelli |
| Séoul 1988       | Alfredo Martini | Roberto Pelliconi Gianluca Bortolami Fabrizio Bontempi                  | Roberto Maggioni Eros Poli Mario Scirea Flavio Vanzella                 |
| Barcelone 1992   | Alfredo Martini | Fabio Casartelli · Davide Rebellin · Mirco Gualdi                       | · Flavio Anastasia · Luca Colombo · Gianfranco Contri · Andrea Peron    |

| Édition             | Sélectionneur    | Coureurs sélectionnés en course-en-ligne                                                      | Coureurs sélectionnés en contre-la-montre |
| ------------------- | ---------------- | --------------------------------------------------------------------------------------------- | ----------------------------------------- |
| Atlanta 1996        | Alfredo Martini  | Fabio Baldato Michele Bartoli Francesco Casagrande Maurizio Fondriest Mario Cipollini (Route) | Francesco Casagrande Maurizio Fondriest   |
| Sydney 2000         | Antonio Fusi     | Michele Bartoli (Route) Paolo Bettini Danilo Di Luca Francesco Casagrande Marco Pantani       | -                                         |
| Athènes 2004        | Franco Ballerini | Paolo Bettini · Luca Paolini · Daniele Nardello · Filippo Pozzato · Cristian Moreni (Route)   | Filippo Pozzato                           |
| Pékin 2008          | Franco Ballerini | Paolo Bettini Marzio Bruseghin Davide Rebellin Vincenzo Nibali Franco Pellizotti              | Marzio Bruseghin Vincenzo Nibali          |
| Londres 2012        | Paolo Bettini    | Sacha Modolo Vincenzo Nibali Luca Paolini Marco Pinotti Elia Viviani                          | Marco Pinotti                             |
| Rio De Janeiro 2016 | Davide Cassani   | Fabio Aru Damiano Caruso Alessandro De Marchi Vincenzo Nibali Diego Rosa                      | Damiano Caruso                            |
| Tokyo 2020          | Davide Cassani   | Alberto Bettiol Damiano Caruso Giulio Ciccone Gianni Moscon Vincenzo Nibali                   | Filippo Ganna                             |